# 鶴ヶ島インターチェンジ

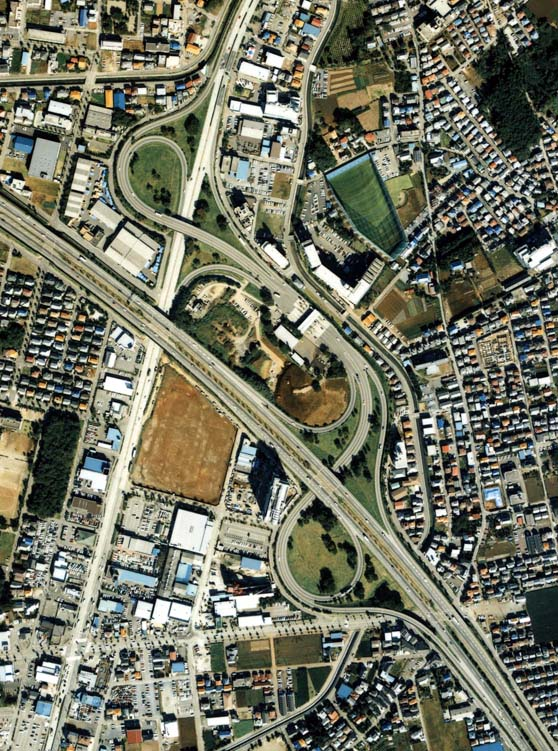
航空写真。

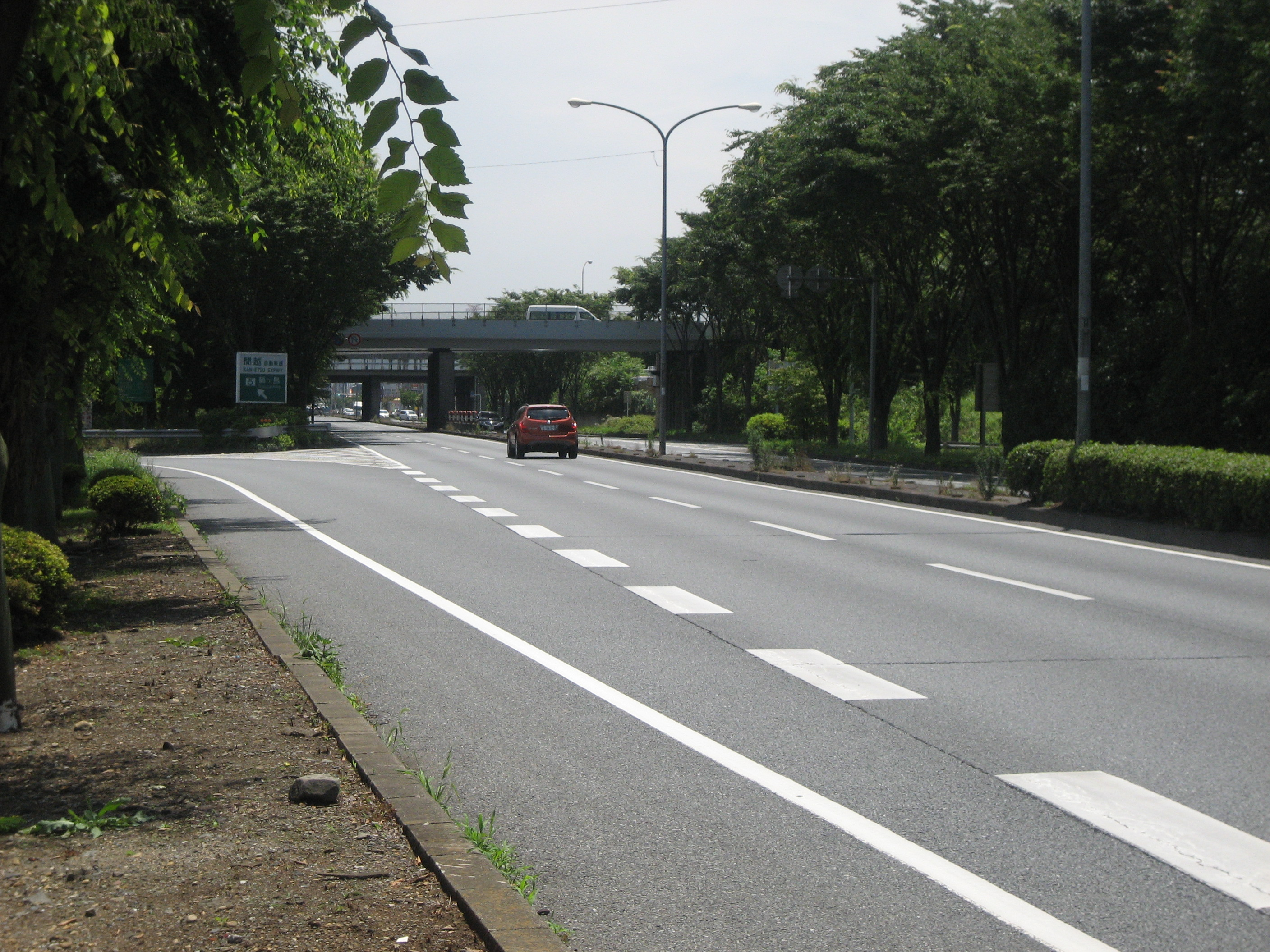
坂戸市内側入口付近

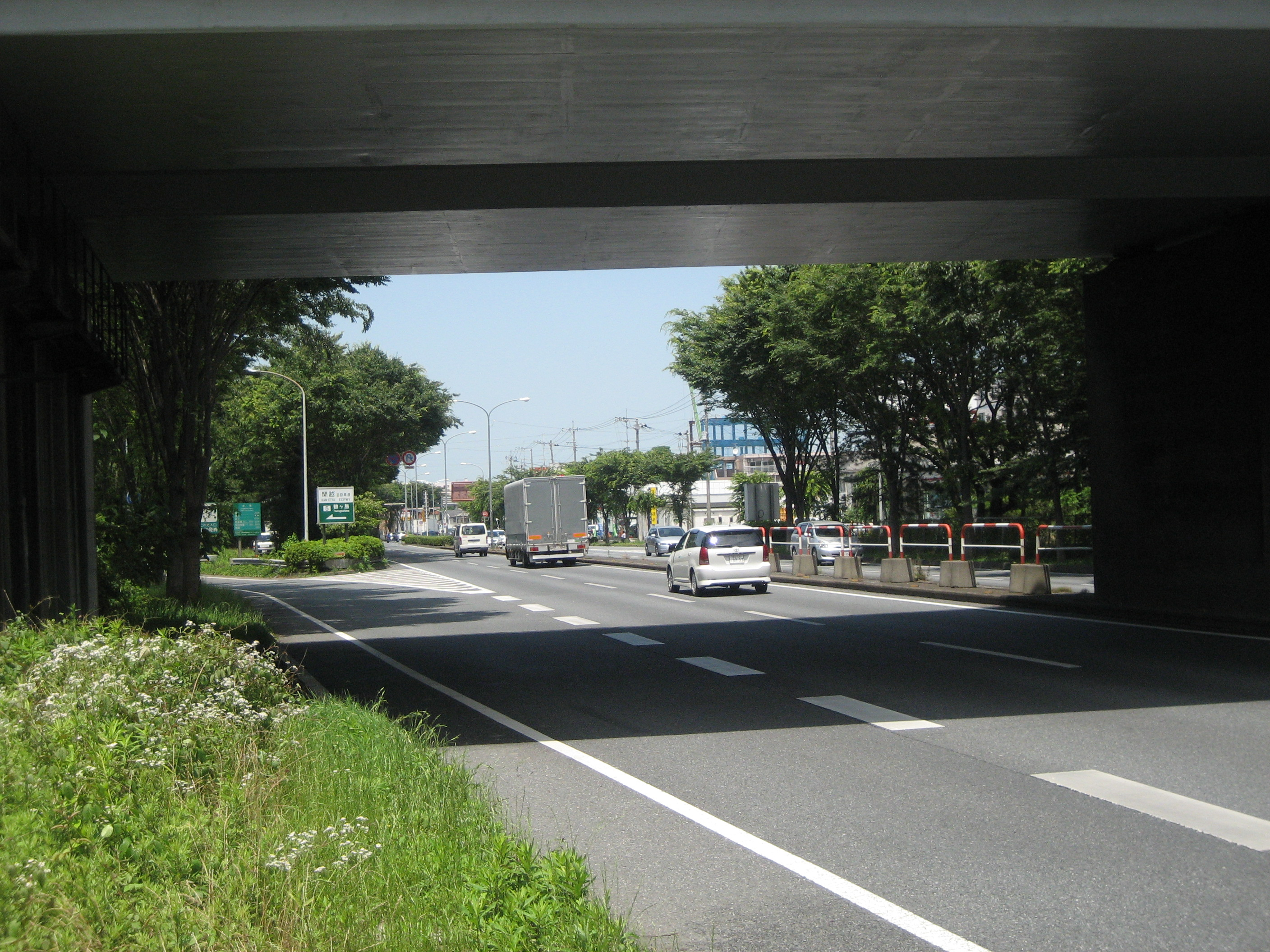
鶴ヶ島市内側入口付近

鶴ヶ島インターチェンジ（つるがしまインターチェンジ）は、埼玉県鶴ヶ島市脚折町にある、関越自動車道のインターチェンジ。

## 道路
- E17 関越自動車道（5番）

## 接続する道路
- 国道407号（坂戸バイパス）

## 料金所
- ブース数：11

### 入口
- ブース数：4
  - ETC専用：2
  - 一般：2

### 出口
- ブース数：7
  - ETC専用：3
  - ETC・一般：1
  - 一般：3

## 周辺
坂戸市との境界に近い。
- 東武東上本線・東武越生線坂戸駅
- 東武東上本線若葉駅・鶴ヶ島駅
- 坂戸中央病院
- 西入間警察署
- ニトリ鶴ヶ島店
- カインズ鶴ヶ島店
- 埼玉県こども動物自然公園
- 鶴ヶ島市役所
- 坂戸市役所

## 歴史
- 1975年（昭和50年）8月8日 : 川越IC - 東松山ICの開通に伴い供用開始。

## 隣
E17 関越自動車道
(4)川越IC - 川越的場BS - (4-1)鶴ヶ島JCT - (5)鶴ヶ島IC - (5-1)坂戸西SIC - 高坂SA - (6)東松山IC